# Gerona (Tarlac)
Gerona (Bayan ng Gerona) är en kommun i Filippinerna. Kommunen ligger på ön Luzon, och tillhör provinsen Tarlac. Folkmängden uppgår till 72 618 invånare.

## Barangayer
Gerona är indelat i 44 barangayer.
| - Abagon - Amacalan - Apsayan - Ayson - Bawa - Buenlag - Bularit - Calayaan - Carbonel - Cardona - Caturay - Danzo - Dicolor - Don Basilio - Luna | - Mabini - Magaspac - Malayep - Matapitap - Matayumcab - New Salem - Oloybuaya - Padapada - Parsolingan - Pinasling (Pinasung) - Plastado - Poblacion 1 - Poblacion 2 - Poblacion 3 - Quezon | - Rizal - Salapungan - San Agustin - San Antonio - San Bartolome - San Jose - Santa Lucia - Santiago - Sembrano - Singat - Sulipa - Tagumbao - Tangcaran - Villa Paz |